# Шахта імені С. П. Ткачука
Державне підприємство «Шахта імені С. П. Ткачука» (колишня назва Шахта «Комуніст»). Раніше входила до ДХК «Жовтеньвугілля» та ДП «Шахтарськантрацит». З листопада 2007 року виділено із «Шахтарськантрацит» як окреме державне підприємство.
Фактичний видобуток 2020/700 т/добу (1990/1999). У 2003 р. видобуто 91 тис.т. Максимальна глибина 570 м (1990—1999).
Протяжність підземних виробок 98,6/78,8 км (1990/1999). У 1990—1999 розробляла пласт g2 потужністю 0,6-1,5 м, кут падіння 3-5°. Кількість очисних вибоїв 5/2, підготовчих 10/7 (1990/1999).
Кількість працюючих: 2471/1442 осіб, в тому числі підземних 1740/1115 осіб (1990/1999).
Адреса: 86782, смт. Гірне, м. Харцизьк, Донецької обл.